# Nerostné bohatství

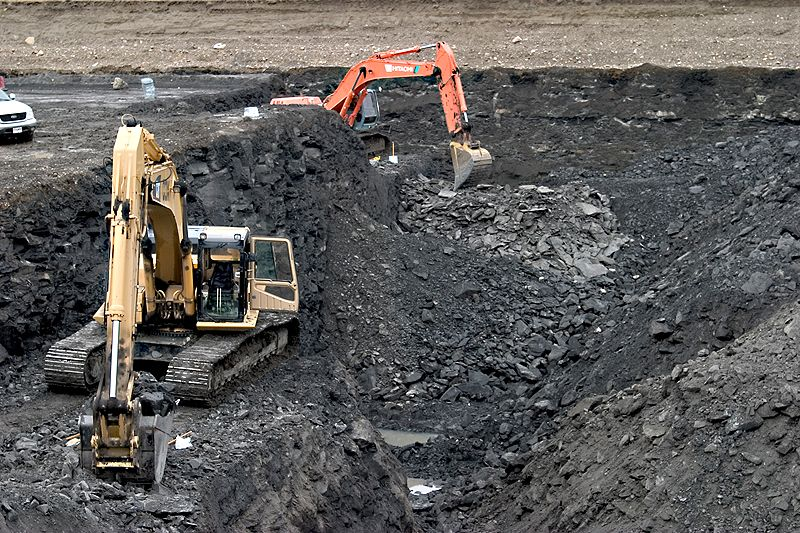
ammolitový důl

Nerostné bohatství znamená souhrn dosud nevytěžených, ale již známých a využitelných ložisek či zásob minerálů a hornin na nějakém území, nejčastěji určitého státu. Jak se nerostné suroviny z ložisek těží, jejich zásoby se vyčerpávají. Mezi tyto neobnovitelné zdroje patří například energetické suroviny (ropa, zemní plyn, uhlí), rudy nebo stavební materiály.
Ložiska nerostného bohatství hledá, lokalizuje a odhaduje užitá geologie. Protože se jedná o neobnovitelné zdroje, jejich zužitkování obvykle podléhá zvláštnímu právnímu režimu, který v České republice určuje Horní zákon.